# (693096) 2015 DW248
(693096) 2015 DW248 est un objet transneptunien considéré comme objet épars, de magnitude absolue 6,15. Son diamètre est estimé à plus de 220 kilomètres.